# Chambre des représentants de Bougainville
Buka
La Chambre des représentants de Bougainville  est le parlement unicaméral de la région autonome de Bougainville, en Papouasie-Nouvelle-Guinée.

## Historique
La création de la chambre des représentants fait suite à l'accord de paix de 2001 ayant mis fin à la Guerre civile de Bougainville. Un poste de président et une Chambre des représentants sont ainsi mis en place.

## Composition
La chambre des représentants est composée de 41 sièges dont 39 pourvus par le biais d'une forme limitée du vote alternatif, les deux autres étant occupés par des membres ex officio. Le territoire de Bougainville est divisé en 31 circonscription électorale d'un siège chacune, auxquelles se superpose une division en trois districts - Nord, Centre et Sud - ayant chacun à pourvoir un siège réservé à une femme, et un siège réservé à un ancien membre de l'Armée révolutionnaire de Bougainville ayant combattu pour l'île pendant la guerre civile. Enfin, le Président de Bougainville, élu au scrutin direct par la population, et le président de la chambre, élu par ses membres en dehors d'eux, sont membres de droit,.
Les sièges réservés aux anciens combattants sont transitoires et explicitement destinés par la constitution à être abrogés une fois organisé le référendum sur l'indépendance, à moins que la chambre sortante n'en décide autrement avant chaque élection par le vote d'une motion à la majorité des deux tiers. Celle élue en 2015 vote une telle motion fin février 2020, prolongeant leur existence pour un nouveau mandat de cinq ans. Le nombre de membres de la chambre élus au suffrage direct pourra à terme varier entre 28 et 38 membres.
Si les premières élections en 2005 ont eu lieu au scrutin uninominal majoritaire à un tour, Bougainville utilise depuis 2007 une version limitée du vote alternatif. Au cours du vote, chaque électeur classe trois candidats de sa circonscription par ordre de préférence sur son bulletin de vote en écrivant un chiffre dans la case à côté du nom du candidat : 1 étant sa première préférence, 2 la suivante, et 3 la troisième. Les bulletins de vote comportant moins ou plus de trois préférences sont considérés comme nuls. Lors du dépouillement, les premières préférence sont additionnées pour chacun des candidats. Si l'un d'entre eux obtient la majorité absolue de ces voix, il est élu. Sinon, un deuxième décompte est effectué en éliminant le candidat qui a recueilli le moins de voix, et on réparti les voix de ses électeurs aux candidats marqués par eux en seconde préférence. On compte à nouveau les voix des candidats en additionnant aux premières voix ces voix supplémentaires obtenues lors du deuxième décompte. Si un candidat obtient la majorité absolue des voix, il est élu. Sinon, l'opération est répétée jusqu'à l'obtention d'une majorité absolue, si besoin jusqu'à ce qu'il ne reste que deux candidats en lice, les troisième préférences étant prises en compte si le candidat marqué par l'électeur en second préférence a déjà été éliminé lors d'un décompte précédent,.